# 9 octobre 1957
Le mercredi 9 octobre 1957 est le 282e jour de l'année 1957.

## Naissances
- Anna Zamora Puigceros, femme politique andorrane
- Bill Redpath, personnalité politique américaine
- Eugène (Rechetnikov), primat orthodoxe
- Gary Darling, arbitre américain de baseball
- Geórgios Georgíou, homme politique chypriote
- Herman Brusselmans, écrivain belge
- Ini Kamoze, chanteur Jamaïcain de reggae
- Iouri Oussatchev, cosmonaute russe
- Ivan Doroschuk, chanteur canadien
- Marcelo Crivella, politicien brasilien
- Michael Wehmeyer, psychologue américain
- Pedro Varela Geiss, libraire, écrivain et historien espagnol
- Régine Laurent, Infirmière, syndicaliste et commissaire québécoise
- Stanley Kwan, Réalisateur hongkongais
- Tony Gomez, homme d'affaires français
- Vitali Daraselia (mort le 13 décembre 1982), joueur de football sovietique

## Décès
- Ali la Pointe (né le 14 mai 1930), héros de la bataille d'Alger
- Gaston Gourdeau (né le 19 février 1883), politicien français
- Henry Guest (né le 15 février 1874), personnalité politique britannique
- Herminia Naglerowa (née le 28 octobre 1890), écrivaine polonaise
- Morris Selig Kharasch (né le 24 août 1895), chimiste américain
- Pierre Valdelièvre (né le 25 juin 1876), poète français

## Événements
- Fin de la bataille d'Alger
- Début du téléroman La Pension Velder